# Carl Harries
Carl Dietrich Harries (5 tháng 8 1866 - 3 tháng 11 1923) là một nhà hóa học người Đức. Carl Dietrich Harries sinh ra tại Luckenwalde, Đức. Ông nhận bằng Tiến sĩ năm 1892. Năm 1900, ông kết hôn với Hertha von Siemens, con gái của thiên tài về điện Werner von Siemens, và là nhà phát minh ra máy phát ozone sớm nhất. Năm 1904, ông trở thành giáo sư và chuyển tới dạy học tại Đại học Kiel cho tới năm 1916. Trong thời gian đó ông viết rất nhiều bài báo về ozonolysis. Công trình chính của ông về phân Anken hay Ankin bằng ozon được xuất bản trong, Liebigs Ann. Chem. 1905, 343, 311. Do bất mãn với đời sống khoa học của mình và thất bại trong việc đạt được một vị trí chính thức ở cả hai trường Đại học, ông chuyển sang làm trưởng phòng nghiên cứu tại Siemens và Halske. Ông mất ngày 3 tháng 11-1923, do biến chứng của cuộc phẫu thuật ung thư.
Cụ cố của ông là nhà thần học Heinrich Harries.

## Thành tựu
Ông nghiên cứu về polyme và cao su. Ông đã chỉ ra rằng cao su được cấu tạo bởi các đơn vị lặp đi lặp lại. Ông đã nghiên cứu xây dựng các bước của quá trình phân tích ozon, phát biểu các nguyên tắc chung của phản ứng hợp chất không no với ozon, và chứng minh rằng ozone có thể được sử dụng cho việc tổng hợp hữu cơ của rất nhiều hợp chất.